# کانتون پاساخه
کانتون پاساخه (به اسپانیایی: Cantón Pasaje) یک منطقهٔ مسکونی در اکوادور است که در Pasaje واقع شده‌است.

## خصوصیات
کانتون پاساخه ۶۲٬۹۵۹ نفر جمعیت دارد.